# Санчо VII (король Наварри)
Са́нчо VII (ісп. Sancho VII; бл. 1170 — 7 квітня 1234) — король Наварри (1194—1234). Останній представник династії Хіменес. Син наваррського короля Санчо VI. Прізвисько — Сильний (ісп. el Fuerte).

## Біографія

### Молоді роки
Син Санчо VI, короля Наварри, і королеви Санчи Кастильської. Здобув класичну освіту, замолоду уславився лицарською звитягою. Ще інфантом Санчо затоваришував з Річардом Левове Серце, тоді ще герцогом Аквітанії.
У 1194 році після повернення останнього з Третього хрестового походу, Санчо із загоном допомагав англійцям відвоювати замки в Турені та Нормандії, захоплені до того французьким королем Філіпом II Капетом. В розпал цих військових дій отримав звістку про смерть батька, Санчо повернувся до Наварри.

### Війни з сусідами
Наступного року після коронації король одружився з донькою графа тулузького. У 1195 році розгорівся конфлікт між Наваррою і Кастилією через те, що Санчо VII не встиг підвести свої війська до бою при Аларкосе, де кастильське військо зазнало нищівної поразки. Альфонсо VIII звинуватив у поразці короля Наварри і пішов на нього війною, але Санчо VII здобув перемогу, сплюндрувавши міста Сорія та Альмасан. 1196 року мир було укладено в Тарасоні.
1196 року Санчо VII визнано папою римським Целестином III королем Наварри. 1198 року зазнав атаки з боку Кастилії і Арагону. Завдяки фінансовій підтримці з боку памплонської церкви зумів захистити більшість земель, але втратив замки Айбар, Інсуру, Міранду. Вдалося укласти угоду з Арагоном завдяки обіцянки Санчо VII видати сестру Санчу у шлюб із Педро II Арагонським. У 1199 році після підтримки папи римського Інокентієм III Санчо VII анулював угоду з Арагоном.

### Війна з маврами
В 1200 році Санчо VII здійснив відважний похід проти маврів, пройшовши Андалусією, Мурсією і навіть воював в Африці на боці Альмогадів. Санчо VII планував використати потугу останніх проти Кастилії. Того ж року розлучився з дружиною. У 1201 році уклав в Шиноні союз з Англією.
Скориставшись його відсутністю, Альфонсо VIII, король Кастилії, і Педро II, король Арагону напали на Наваррське королівство, захопивши Алаву, Гіпускоа і Біскайю. За Гвадалахарською угодою 1207 року Санчо VII був змушений визнати усі територіальні втрати, насамперед важливий порт Сан-Себастьян. У 1209 році уклав окрему угоду з Педро II в Монтеагудо.
Санчо VII вніс вирішальний внесок у перемогу військ християнської коаліції над Альмогадами 16 червня 1212 в битві при Лас-Навас-де-Толоса. Позаду військ Альмогадів розміщувався табір, в центрі якого знаходився намет їх еміра Мухаммада аль-Насіра. Намет охороняла його особиста гвардія, що складалася з 1 тис. африканських рабів, які були скуті між собою ланцюгом (за однією з легенд він був золотим) і оточували намет свого пана, утворюючи мовби живу стіну, яка захищала від можливого нападу. В один з вирішальних моментів битви, королю Наварри зі своїми лицарями вдалося наблизитися до намету вождя Альмохадів, але вони ніяк не могли подолати щільну стіну скованих ланцюгами охоронців. Тоді Санчо VII розрубав ці ланцюги і на своєму коні прорвався до намету, ведучи наваррців за собою. Бачачи цей успіх, їм на допомогу поспішили й інші християнські вояки. У наметі сидів Мухаммад аль-Насір, що читав Коран, а на голові його був великий білий тюрбан з величезним зеленим смарагдом в центрі. Він скочив на свого коня і з жахом втік. У війську маврів розпочалася загальна паніка і незабаром більшість війська почало тікати.
Після цієї битви Санчо VII отримав герб у вигляді червленого щита з перехресними золотими ланцюгами і зеленим смарагдом в центрі.

### Піренейська політика
У 1210-ті роки король Наварри домігся зверхності над кількома графствами і віконствами біля Піренеїв. Для зміцнення своє політики він уклав союз з Іоанном I, королем Англії.
Водночас 1219 року заснував місто Віана. В політиці щодо Піренеїв та Кастилії спирався на підтримку Арагону, що не бажав посилення Кастилії.

### Останні роки
У якийсь момент Санчо VII передав королівські повноваження сестрі Бланці, що була одружена з графом Теобальдом III Шампанським, але в 1229 році вона померла, а в 1232 році померла й інша сестра, Беренгарія, удова Річарда I Плантагенета, короля Англії.
У 1231 році в Туделі уклав договір з Хайме I, королем Арагону, за яким було домовлено, що кожен з королів успадкує королівство іншого, якщо того переживе. Після смерті Санчо VII 1234 року в порушення Тудельської угоди, королем Наварри було обрано його небожа Теобальда Шампанського, сина Бланки.

## Родина
Дружина — Констанція, донька Раймунда VI, графа Тулузи
Дітей не було
3 бастарди:
- Раміро (д/н—1227), єпископ Памплони
- Гільєрмо (д/н)
- Родріго (д/н)